# John Chenoweth

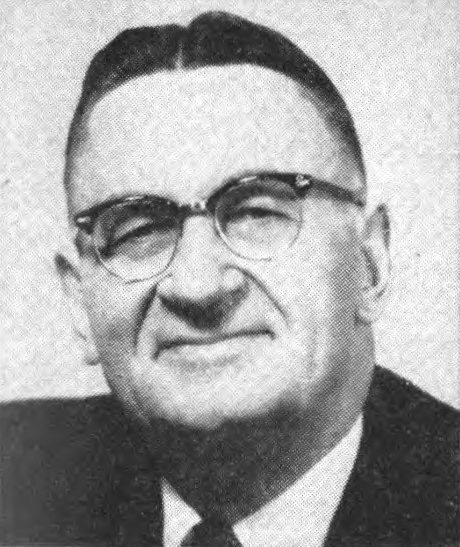
John Chenoweth

John Edgar Chenoweth (* 17. August 1897 in Trinidad, Colorado; † 2. Januar 1986 ebenda) war ein US-amerikanischer Rechtsanwalt und Politiker. Zwischen 1941 und 1949 sowie von 1951 bis 1965 vertrat er den dritten Wahlbezirk des Bundesstaates Colorado im US-Repräsentantenhaus.

## Werdegang
John Chenoweth besuchte die öffentlichen Schulen seiner Heimat und danach die University of Colorado in Boulder. Zwischen 1916 und 1925 war er im Eisenbahngeschäft und im Handel tätig. Nach einem Jurastudium und seiner 1925 erfolgten Zulassung als Rechtsanwalt begann er 1926 in seinem Geburtsort Trinidad in seinem neuen Beruf zu arbeiten. Zwischen 1929 und 1933 war er stellvertretender Bezirksstaatsanwalt im dritten Gerichtsbezirk von Colorado; von 1933 bis 1941 fungierte er als Bezirksrichter im Las Animas County.
Chenoweth war Mitglied der Republikanischen Partei und wurde 1940 als deren Kandidat im dritten Distrikt von Colorado in das US-Repräsentantenhaus in Washington, D.C. gewählt, wo er am 3. Januar 1941 die Nachfolge des Demokraten William E. Burney antrat. Nachdem er bei den folgenden drei Kongresswahlen jeweils wiedergewählt worden war, konnte Chenoweth bis zum 3. Januar 1949 im Kongress verbleiben. 1948 unterlag er dem Demokraten John H. Marsalis, den er aber bereits bei den nächsten Kongresswahlen im Jahr 1950 wieder schlagen konnte, womit er sein Abgeordnetenmandat im Kongress wiedergewann. Nachdem er sechsmal wiedergewählt worden war, konnte Chenoweth zwischen dem 3. Januar 1951 und dem 3. Januar 1965 sieben zusammenhängende Legislaturperioden im Repräsentantenhaus absolvieren. Die Wahlen des Jahres 1964 verlor er dann gegen Frank E. Evans.
Nach dem Ende seiner Zeit als Kongressabgeordneter praktizierte John Chenoweth wieder als Rechtsanwalt in Trinidad, wo er im Januar 1986 auch verstarb.